# Gare de Questembert
Gare de Questembert – stacja kolejowa w Questembert, w departamencie Morbihan, w regionie Bretania, we Francji.
Została otwarta w 1862 przez Compagnie du chemin de fer de Paris à Orléans (PO). Jest stacją Société nationale des chemins de fer français (SNCF), obsługiwaną przez pociągi TER Bretagne.